# Goderville
Goderville település Franciaországban, Seine-Maritime megyében. Lakosainak száma 2829 fő (2022. január 1.). Goderville Bornambusc, Bréauté, Bretteville-du-Grand-Caux, Écrainville, Grainville-Ymauville és Sausseuzemare-en-Caux községekkel határos.

## Népesség
A település népességének változása:
| Lakosok száma | 2788 | 2834 | 2878 | 2851 | 2863 | 2864 | 2853 | 2839 | 2829 |
|               | 2013 | 2015 | 2016 | 2017 | 2018 | 2019 | 2020 | 2021 | 2022 |